# Gymnoamblyopus novaeguineae
A Gymnoamblyopus novaeguineae a csontos halak (Osteichthyes) főosztályának a sugarasúszójú halak (Actinopterygii) osztályába, ezen belül a sügéralakúak (Perciformes) rendjébe, a gébfélék (Gobiidae) családjába és az Amblyopinae alcsaládjába tartozó faj.
Nemének egyetlen faja.

## Előfordulása
A Gymnoamblyopus novaeguineae Pápua Új-Guinea endemikus hala.

## Megjelenése
Ez a hal legfeljebb 9,9 centiméter hosszú. 26 csigolyája van. A Gymnoamblyopus novaeguineaenak nincsenek tapogatószálai és pikkelyei. Szemei kezdetlegesek és bőr fedi. Húsos ajkai fölött, lógó bőr látható. Hátúszójának hosszú töve és a farok alatti úszója összenőttek a farokúszóval. Mellúszóinak széle lekerekítettek. Hasúszói szívókoronggá módosultak. Farokúszója kicsivel hosszabb, mint a széles feje.

## Életmódja
Édesvízi trópusi halfaj, amely a meder fenekén él.

## Neve
A Gymnoamblyopus görög, összetett szó: „gymnos” = meztelen, „ambly” = sötét, „pous” = lábak. Tehát, ennek a halnak, a magyarított neve, meztelen sötét lábak vagy meztelen sötét lábú lenne.